# Campionato di pallacanestro femminile FIAF 1927
Il campionato di pallacanestro femminile della FIAF 1927 è stato il quarto organizzato in Italia. È stato vinto dalla Ginnastica Pro Patria et Libertate sul Cotonificio Cantoni Castellanza.

## Verdetto
- Campione d'Italia:  Ginnastica Pro Patria et Libertate

Formazione: Maria Piantanida, Lina Banzi, Giuseppina Ferré, Angelica Servi, Barbieri, Castiglioni, De Dionigi.